# Nikola Gruevski
Nikola Gruevski (makedonsky Никола Груевски, * 31. srpna 1970, Skopje, SFRJ) je severomakedonský politik za stranu VMRO-DPMNE. Od roku 2006 do roku 2016 byl předsedou vlády Republiky Makedonie. V letech 1999 až 2002 působil jako ministr financí ve vládě Ljubča Georgievského. Funkci předsedy vlády zastával od 27. srpna 2006 a rezignoval na svoji funkci 18. ledna 2016.
13. listopadu 2018 požádal o politický azyl v Maďarsku.